# سكوت كرام
سكوت كرام (بالإنجليزية: Scott Cram)‏ هو لاعب دوري الرغبي أسترالي، ولد في 30 يناير 1977 في ولونغونغ في أستراليا.